# Valantic
Die Valantic GmbH (Eigenschreibweise valantic) ist ein IT-Dienstleistungs- und Beratungsunternehmen mit Hauptsitz in München, Deutschland.

## Geschichte
Die Valantic GmbH wurde 2012 unter dem Namen Dabero Service Group gegründet. Bis zur Umbenennung zu Valantic GmbH im Jahr 2017 akquirierte das Unternehmen IT-Dienstleister und Beratungsunternehmen. Dazu gehörte unter anderem die Realtime AG, ein Unternehmen für SAP-Systeme. Die verschiedenen akquirierten Unternehmen firmierten 2017 ebenfalls um und nutzen seitdem den Valantic Markennamen. Aus der Realtime AG wurde beispielsweise die Valantic ERP Services AG.
Während der COVID-19-Pandemie und den einhergehenden wirtschaftlichen Belastungen stieg die Nachfrage nach IT-Dienstleistern, insbesondere nach Anbietern von Individualsoftware. In den folgenden Jahren übernahm Valantic daraufhin weitere Unternehmen. 2021 erschloss Valantic das europäische Ausland durch die Übernahme der niederländischen ISM eCompany und des portugiesischen Beratungshauses Abaco. 2022 übernahm Valantic das Beratungsunternehmen C-Clear/Atom Ideas aus Belgien.
Im Februar 2019 erwarb die DPE Deutsche Private Equity Management III GmbH (DPE) die Mehrheitsanteile an Valantic. Dabei blieben Gründer Holger von Daniels und das weitere Management mit 25 % beteiligt. Bis 2025 investierte die DPE 500 Millionen Euro in Valantic.
In den folgenden Jahren baute Valantic seine internationalen Standorte aus und unterhielt zum Jahresende 2023 Standorte in 18 Ländern. 2023 erwarb Valantic das dänische Unternehmen Inspari und trat somit in den skandinavischen Markt ein. Inspari ist ein Unternehmen für Microsoft-Technologien wie Azure und Power Platform. Im selben Jahr wurde die Aiopsgroup übernommen, ein internationaler Anbieter für Online-Einkaufsanwendungen für Privat- und Geschäftskunden von Großunternehmen. Das Unternehmen hat seinen Sitz in Bulgarien und verfügt unter anderem über Standorte in Osteuropa. Weiterhin wurde der Bereich der SAP-Anwendungen durch den Zusammenschluss mit der spanischen Saptools erweitert. Dadurch wurden die Unternehmen zum größten europäischen End-to-End-Beratungs- und Implementierungshaus für SAP-Dienste.

## Unternehmensstruktur
Valantic ist eine partnerschaftlich geführte Organisation, Partner sind Entscheidungsträger in Fragen zur Unternehmensstrategie, der Mitarbeiterentwicklung oder auch der Akquisition. Dabei verfolgt Valantic einen holokratischen Ansatz; bei welchem statt hierarchischer Strukturen eine offene und selbstorganisierte Arbeitsweise gefördert wird. Durch den Zusammenschluss mit anderen Unternehmen erweitert das Unternehmen sein Dienstleistungsangebot und erschließt internationale Märkte und Marktanteile. Die erworbenen Unternehmen nutzen die Kernsysteme und Supportprozesse von Valantic, bleiben aber häufig in ihrer ursprünglichen Struktur erhalten.
Im Geschäftsjahr 2023 erzielte das Unternehmen einen Umsatz von über 511 Millionen Euro und beschäftigte zum Jahresende 3.731 Mitarbeiter. Valantic besitzt in Deutschland sowie international über 40 Standorte.

## Dienstleistungen
Die Valantic GmbH ist ein Beratungsunternehmen, Software-Anbieter und Implementierungspartner. Das Unternehmen bietet Leistungen in den Bereichen Digitale Strategie und Analytik (Business Intelligence und Data Science), Kundenerfahrung (Customer Experience Management), SAP-Dienste, Smart Industries (Industrie 4.0, Supply-Chain-Management sowie Produktionsplanungs- und -steuerungsprozesse) und Automatisierung von Finanzdienstleistungen.
Die Automatisierung von Finanzdienstleistungen richtet sich an Finanzdienstleister und Banken. Hier wird der Automatisierungsgrad von Handels-, Arbeitsablauf- und Zahlungsprozessen gesteigert.
Seit 2023 bietet Valantic Dienstleistungen im Bereich der generativen Künstlichen Intelligenz (GenAI) an. Teil der Dienstleistungen ist, Unternehmen die sichere und regelkonforme Nutzung von GenAI zu ermöglichen, um damit interne Arbeitsprozesse effizienter zu gestalten.
Zu den Kunden gehören unter anderem Großkonzerne, mehrere mittelständische sowie DAX-Unternehmen.

## Auszeichnungen (Auswahl)
- 2021: Best of Swiss Web, Bronze in Kategorie Produktivität[28]
- 2021: Best of Swiss Web, Silber in Kategorie Innovation[28]
- 2022: SAP Pinnacle Award für „Customer Engagement“[29]
- 2022: Handelsblatt Fair Company Auszeichnung[30]
- 2024: Bester Berater, Ranking von Brand eins[31]